# Florian Cerkaski
Florian Mieczysław Cerkaski ps. „Florian” (ur. 23 listopada 1901 w Hohensalza, zm. 8 września 1942 w Auschwitz-Birkenau) – major łączności Armii Krajowej.

## Życiorys
Urodził się 23 listopada 1901. Po zakończeniu I wojny światowej i odzyskaniu przez Polskę niepodległości został przyjęty do Wojska Polskiego. W 1920 był absolwentem I kursu w Szkole Podchorążych Wojsk Łączności. Służył w 2 Batalionie Telegraficznym. Został awansowany do stopnia porucznika łączności ze starszeństwem z dniem 1 stycznia 1923. W latach 20. był oficerem 2 Pułku Łączności w Jarosławiu. Później jako oficer nadetatowy tej jednostki służył w Korpusu Ochrony Pogranicza. Od 27 lutego 1925 był dowódcą plutonu łączności w Batalionie KOP „Borszczów”. W 1932 pełnił służbę w Kadrze 2 Batalionu Telegraficznego w Przemyślu. 5 marca 1934 został mianowany kapitanem ze starszeństwem z 1 stycznia 1934 roku i 12. lokatą w korpusie oficerów łączności. W marcu 1939 pełnił służbę w 5 Batalionie Telegraficznym w Krakowie na stanowisku dowódcy 1 kompanii. W czasie kampanii wrześniowej walczył na stanowisku dowódcy łączności 18 Dywizji Piechoty.
Podczas okupacji niemieckiej zaangażował się w działalność konspiracyjną. Został szefem łączności Dowództwa Okręgu Krakowskiego Służby Zwycięstwu Polski. Później był oficerem Związku Walki Zbrojnej–Armii Krajowej. W stopniu majora był szefem łączności Okręgu Kraków ZWZ-AK, działając pod pseudonimem „Florian”. W 1942 został aresztowany przez Niemców. Przewieziony do obozu Auschwitz-Birkenau, gdzie podawał się za kupca. Poniósł tam śmierć 8 września 1942.
Po wojnie w 1946 na wniosek Zdzisławy Cerkaskiej Sąd Grodzki w Krakowie zarządził postępowanie o stwierdzenie zgonu Floriana Cerkaskiego.

## Ordery i odznaczenia
- Srebrny Krzyż Zasługi (19 marca 1937)[19]